# Aldão
Aldão es una freguesia portuguesa del concelho de Guimarães, con 1,91 km² de superficie y 918 habitantes (2001). Su densidad de población es de 480,6 hab/km².